# Карат-Тамак
Карат-Тама́к (рос. Карат-Тамак, башк. Ҡараттамаҡ) — присілок у складі Туймазинського району Башкортостану, Росія. Входить до складу Старотуймазинської сільської ради.
Населення — 78 осіб (2010; 73 у 2002).
Національний склад:
- башкири — 59 %
- татари — 37 %